# JYJ
A JYJ (korábban JUNSU/JEJUNG/YUCHUN) egy dél-koreai fiúegyüttes, mely 2010-ben alakult meg a TVXQ három kivált tagjából. Az együttes 2010 szeptemberében jelentette meg első középlemezét Japánban The... címmel, ezt októberben egy angol nyelvű nagylemez, a The Beginning követte. 2011 szeptemberében jelent meg harmadik lemezük, a koreai nyelvű In Heaven. Az együttes tagja szólókarrierjükben is sikeresek, Kim Dzsedzsung és Pak Jucshon színészkednek, Kim Dzsunszu pedig szólóénekesként és musicalszínészként is tevékenykedik.
2019-ben Pak Jucshon bejelentette visszavonulását, miután a rendőrség által elvégeztetett drogtesztje pozitív lett és menedzsmentje felbontotta vele a szerződést.

## Története

### Megalakulás

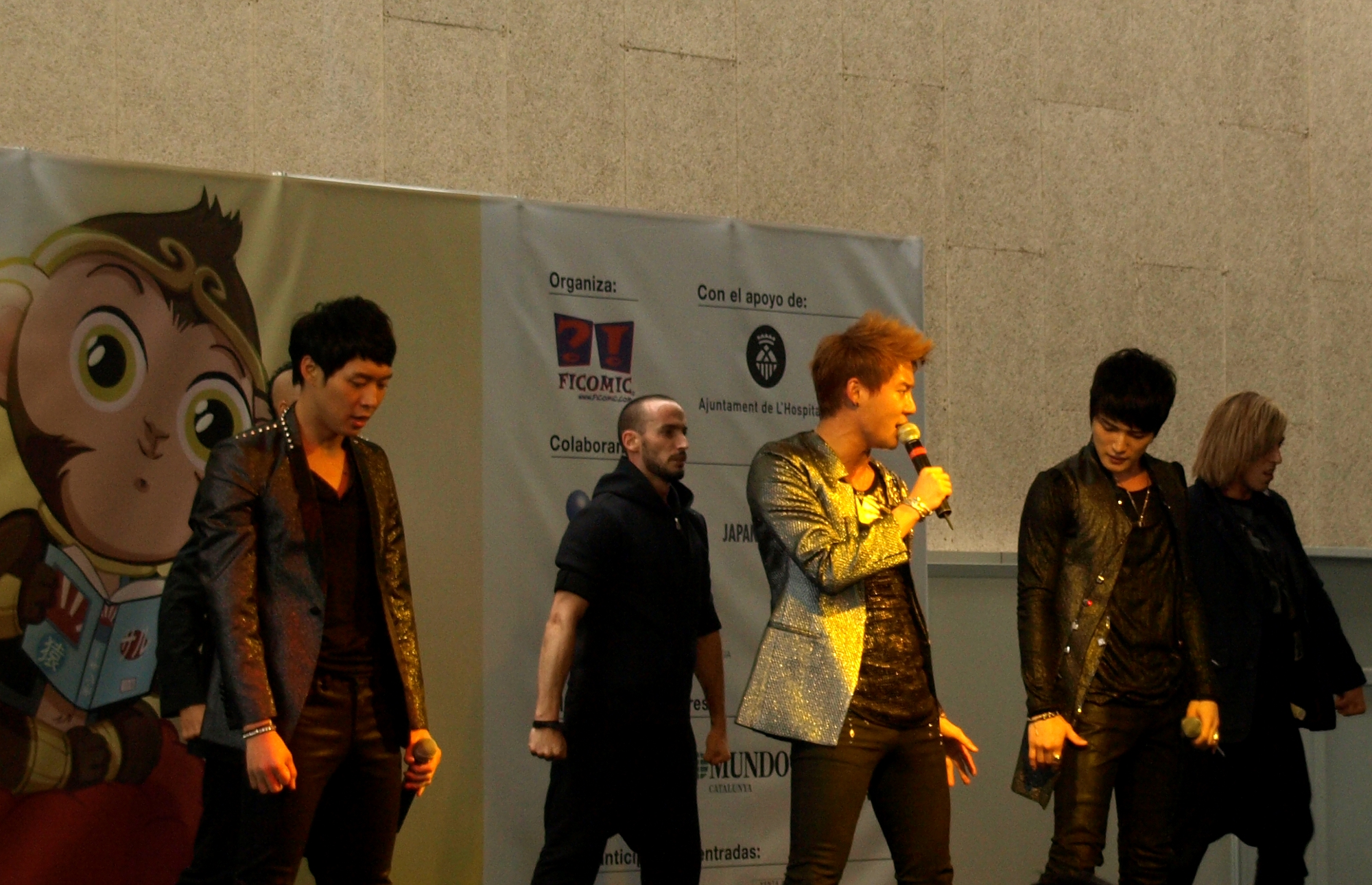
A JYJ Barcelonában, 2011-ben

2009-ben Dzsedzsung, Jucshon és Dzsunszu pert indított akkori együttesük, az öttagú TVXQ kiadója, az S.M. Entertainment ellen, kifogásolva a 13 évre kötött szerződésüket, melyet méltánytalannak tartottak és 3 milliárd von kártérítést követeltek a kiadótól. A bíróság a javukra ítélt, aminek hatására a méltányos kereskedelemért felelős bizottság mintaszerződések kiadását javasolta a szerződések szabályozása érdekében.
Az együttes tagjai ekkor találkoztak Pek Cshangdzsuval, aki felajánlotta a segítségét és létrehozta a C-JeS Entertainmentet.
2010 áprilisában a Rhythm Zone, a japán Avex kiadó leányvállalata bejelentette a JYJ megalakulását. A szeptemberben megjelent The... című lemezük első helyen végzett az Oricon slágerlistáján, miután egy hét alatt 140 000 példányban kelt el. A Thanksgiving Live in Dome koncertjük DVD-je 116 000 példányos eladással került az Oricon DVD-listájának első helyére. 2010 szeptemberében az Avex váratlanul felfüggesztette a JYJ-vel kötött szerződésüket, arra hivatkozva, hogy összeférhetetlen a vállalati etikájukkal az együttes koreai menedzselését ellátó C-JeS Entertainment igazgatójának büntetett előélete. A JYJ tagjai szerint a problémát azonban az okozta, hogy az Avex olyan feltételekkel akarta megváltoztatni a szerződésüket, amiket ők kategorikusan elutasítottak.
Pek azt javasolta az együttesnek, hogy álljanak több lábon, azaz a popzene mellett más területekre is terjesszék ki a tevékenységüket, mivel az SM Entertainmenttel folyó per következtében nem léphettek fel televíziós műsorokban. Pak Jucshon és Kim Dzsedzsung így film- és sorozatszerepeket vállaltak, Kim Dzsunszu pedig musicalekben kezdett el játszani.

### 2010: Angol nyelvű nagylemez
2010. október 12-én az együttes a Warner Music Asia segítségével megjelentette a The Beginning című, angol nyelvű albumát, melyről az első kislemez a Kanye Westtel közösen készült Ayyy Girl lett. Az album megjelenésével egy időben a Korean Federation of Pop Culture and Art Industry (A Popkultúra- és Művészet Koreai Szövetsége) levélben kérte a három legnagyobb koreai televízió-csatornát, hogy tagadja meg a fellépési lehetőséget a JYJ-től, mivel az együttes úgy kötött szerződést új ügynökséggel, hogy folyamatban van a pere az S.M. Entertainmenttel.

### 2011:In Heavenés világ körüli turné
- In HeavenRészlet az album címadó dalából.

Nem tudod lejátszani a fájlt?
2011 szeptemberében az együttes kiadta In Heaven című első koreai nagylemezét. az album három nap alatt 165 000 példányban fogyott el, összesen pedig több mint 350 000 darabot adtak el belőle. A lemez az október 2-ai héten vezette a Kaon slágerlistáját. Az In Heaven című dal 10. helyen debütált a Billboard 100-as K-pop-slágerlistáján.
Az együttes világ körüli turnéra indult, Ázsián kívül felléptek Észak- és Dél-Amerikában, valamint Európában is, összesen 15 városban és 210 000 néző előtt. Ők lettek az első K-pop-előadók, akik szólókoncertet adtak Peruban és Chilében.

### 2012: szólótevékenység és a per lezárulása
2012 márciusában az együttes lezárta az előző évben indított világ körüli turnéját, valamint március 27-én a Kék Házban lépett fel a Nuclear Summit First Ladies’ Event keretében a világ számos országának First Lady-je előtt.
Az együttes tagjai 2012-ben szólótevékenységeikre koncentráltak, Jucshon a Rooftop Prince és az I Miss You című sorozatokat forgatta, Dzsedzsung a Time Slip Dr. Jin című sorozatban szerepelt, valamint The Jackal is Coming címmel mozifilmet forgatott, Dzsunszu pedig az Elisabeth című musicalben játszott főszerepet, valamit megjelent szólóalbuma, a Tarantallegra.
2012 novemberében közös megegyezéssel lezárult az együttes és az SM Entertainment között zajló per, melynek eredményeképp 2009. július 31-től számítva megszüntetettnek tekintik a három énekes szerződését.

### 2013–: Szólóalbumok és visszatérés
2013 januárjában az Avex Group elleni pert is megnyerték, melynek értelmében a kiadó nem szólhat bele az együttes tevékenységébe Japánban, 7,3 millió dolláros kártérítésre kötelezve az Avexet. Az Avex fellebbezik a döntés ellen.
2013. január 17-én Kim Dzsedzsung szólóalbumot jelentetett meg I címmel, mely vezette a Hanteo valós idejű, napi és heti slágerlistáját, valamint a Kaon 3. heti slágerlistáját is.
Február 25-én az együttes fellépett Pak Kunhje elnöknő beiktatási ünnepségén, 70 000 néző előtt. Ugyanekkor bejelentették, hogy az együttes négy év után először újra felléphet Japánban a Tokyo Dome-ban. Az április 2-4 között tartott koncertre mind a 150 000 jegy elfogyott, így később levetítik majd 118 moziban Japán-szerte.
Július 15-én megjelent Kim Dzsunszu Incredible című szólóalbuma.
2014 júliusában az együttes visszatért második koreai nyelvű nagylemezéve, melynek címe Just Us. Az együttes a megjelenést követő egy órában első helyet ért el a Melon, az Mnet, a Genie, az Olleh, a Naver és a Cyworld digitális slágerlistáján a Back Seat című dallal.

## Tagjai
- 김재중 Kim Dzsedzsung (Jaejoong), 1986. január 26. (39 éves)
- 박유천 Pak Jucshon (Yoochun), 1986. június 4. (39 éves) (2019-ig)
- 김준수 Kim Dzsunszu (Junsu), 1986. december 15. (38 éves)

## Diszkográfia
- The Beginning (2010, nagylemez)
- The... (2010, középlemez)
- In Heaven (2011, nagylemez)
- Their Rooms (2011, középlemez)
- Just Us (2014, nagylemez)

## Fordítás
- Ez a szócikk részben vagy egészben  a   JYJ című angol Wikipédia-szócikk ezen változatának fordításán alapul.  Az eredeti cikk szerkesztőit annak laptörténete sorolja fel. Ez a jelzés csupán a megfogalmazás eredetét és a szerzői jogokat jelzi, nem szolgál a cikkben szereplő információk forrásmegjelöléseként.